# Digitaria thouarsiana
Digitaria thouarsiana là một loài thực vật có hoa trong họ Hòa thảo. Loài này được (Flüggé) A.Camus mô tả khoa học đầu tiên năm 1929.